# Bixler Valley : Enquête au lycée
Pour plus de détails, voir Fiche technique et Distribution.
Bixler Valley : Enquête au lycée (Bixler High Private Eye) est un téléfilm américain réalisé par Leslie Kolins Small,, diffusé le 21 janvier 2019 sur Nickelodeon. Le film met en vedette Jace Norman, Baby Ariel, Samiyah Womack et Ed Begley Jr..

## Synopsis
Xander DeWitt (Jace Norman) est un adolescent curieux avec un talent pour résoudre les mystères. Ses compétences de détective sont mises à l'épreuve lorsque son père, Russell, part un jour au travail et disparaît sans laisser de trace. Frustrée par ses tentatives pour retrouver son père, la mère d'Alex l'envoie vivre avec son grand-père (Ed Begley Jr.), un détective privé à la retraite.   C'est dans la ville natale de son père que Xander trouve une piste surprenante dans l'affaire et construit un partenariat inattendu avec Kenzie Messina (Ariel Martin), journaliste d'investigation pour le journal de l'école.

## Fiche technique
- Société de production : Viacom, Virgin
- Société de distribution : Nickelodeon, Libération

## Distribution
- Jace Norman (VFB : Gauthier de Fauconval) : Xander Dewitt
- Ariel Martin : Kenzie Messina
- Samiyah Womack : Cara Jean
- Ed Begley Jr. : Charlie Dewitt
- Mike C. Nelson : shérif Mundy
- David Clayton Rogers : Jack Finn

## Réception
Bixler High Private Eye a été positivement évalué par les journalistes de Kidsday pour Newsday.com, ce qui lui a valu une note de sourire de 5 sur 5.